# My Tears Ricochet
«My Tears Ricochet» (estilizado en minúsculas) es una canción de la cantautora estadounidense Taylor Swift. Es la quinta canción del octavo álbum de estudio de Swift, Folklore, que se lanzó el 24 de julio de 2020 a través de Republic Records. Es la única pista del álbum que acredita a Swift como única escritora. La pista fue producida por Swift, Jack Antonoff y Joe Alwyn.
My Tears Ricochet presenta coros del productor Jack Antonoff sobre tambores estremecedores. Líricamente, la canción está narrada desde la perspectiva del fantasma de una mujer muerta que encuentra a su asesino en su funeral. La canción debutó en el top 10 en listas de singles en Australia, Malasia y Singapur, y en el top 20 en Canadá y Estados Unidos.

## Antecedentes y composición
My Tears Ricochet fue la primera canción escrita para Folklore, escrita solo por Swift. En una entrevista con Entertainment Weekly, Swift dijo que, luego de la venta de sus álbumes a Scooter Braun, las narrativas sobre el divorcio la habían estado desencadenando, e incorporó imágenes del fin del matrimonio en My Tears Ricochet, escribiendo las primeras líneas de la canción después de ver la película Marriage Story de 2019, que cuenta la historia de un divorcio. Posteriormente, la canción utilizó un simbolismo fúnebre para representar el efecto de la traición total.
My Tears Ricochet es una balada arena-gótica y pop rock sobre el espectro de una mujer muerta que acecha a sus torturadores «amargados» en su funeral. La voz de Swift se mueve en un rango de Do3 a Fa5, y fue escrita en una tonalidad de Do mayor con un tempo moderado de 130 pulsaciones por minuto. Abarca una caja de música centelleante, coros de acompañamiento, improvisaciones reverberadas en el puente y alcanza un clímax tumultuoso con tambores estremecedores. Los coros son proporcionados por el productor Jack Antonoff.
Líricamente, My Tears Ricochet ve a la narradora reflexionar sobre su merecimiento por el maltrato mientras vivía, y admitir que eligió no «irse con gracia» al perseguir el monumento. La canción pregunta por qué el examante eligió asistir a su velatorio a pesar de «maldecir [su] nombre» y compara su relación desorientada con los barcos de guerra hundidos en el mar.  También describe a su torturador vistiendo las antiguas joyas del difunto, y hace referencia al eco de «canciones de cuna robadas». Un crítico consideró tal simbolismo una comparación directa con el catálogo de Swift.

## Recepción de la crítica
My Tears Ricochet recibió elogios generalizados de la crítica. Escribiendo para NME, Hannah Mylrea hizo comparaciones entre My Tears Ricochet y Clean de 1989, y señaló que «una canción pop de megavatios está envuelta en voces en capas e instrumentales centelleantes». Jody Rosen, del Los Angeles Times, dijo en una reseña que la canción se convirtió en «un clímax tumultuoso», y que la pista era «gótica, como la catedral de Chartres». Jason Lipshutz de Billboard escribió que la canción «se convierte en un himno triste», y que «una despedida amarga se convierte en una muerte literal». En un artículo para Slant Magazine, Eric Mason nombró a esta canción «una de las historias más francamente resentidas de Folklore», y dijo que «los golpes agudos de las cuerdas en el coro recuerdan los puentes de las canciones Swift de principios de la década de 2010», comparándola con Mad Woman y Cruel Summer. Ann Powers de NPR consideró la canción «más sofisticada» que Swift haya escrito, sin dejar de ser «clásico Taylor Swift», y afirmó que la cantante toma un evento «específico casi solo para ella, y lo abre a algo universal [...] porque todos hemos experimentado una sensación de traición y pérdida de la propiedad de uno mismo».

## Créditos y personal
Créditos adaptados de Tidal.
- Taylor Swift - voz, composición, producción
- Jack Antonoff - coros, producción, grabación, batería en vivo, percusión, programación, guitarras eléctricas, teclados, piano, bajo
- Joe Alwyn - productor
- Laura Sisk - grabación
- John Rooney - asistente de ingeniería
- Jon Sher - asistente de ingeniería
- Serban Ghenea - mezcla
- Randy Merrill - masterización
- Evan Smith - saxofones, teclado, programación
- Bobby Hawk - cuerdas

## Listas
| Lista (2020)                       | Posición más alta |
| ---------------------------------- | ----------------- |
| Australia (ARIA)                   | 8                 |
| Canadá (Canadian Hot 100)          | 14                |
| Malasia (RIM)                      | 7                 |
| Portugal (AFP)                     | 79                |
| Singapur (RIAS)                    | 7                 |
| Suecia (Sverigetopplistan)         | 97                |
| Estados Unidos (Billboard Hot 100) | 16                |
| US Rolling Stone Top 100           | 7                 |

| Lista (2020)                                | Posición |
| ------------------------------------------- | -------- |
| US Hot Rock & Alternative Songs (Billboard) | 23       |